# Ruchoma szopka w Łomży

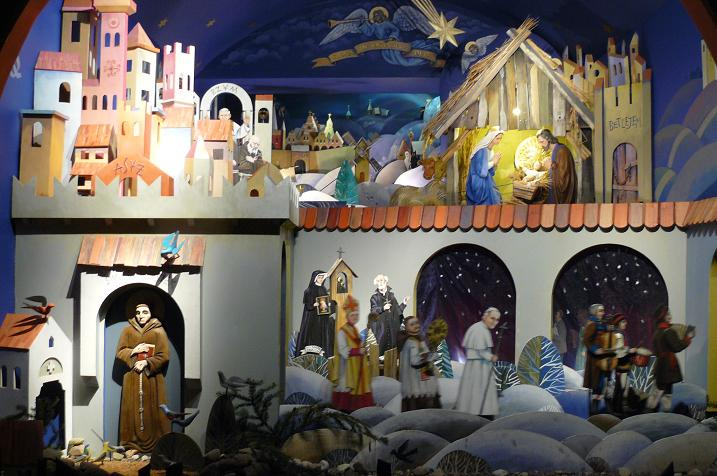
Widok całości

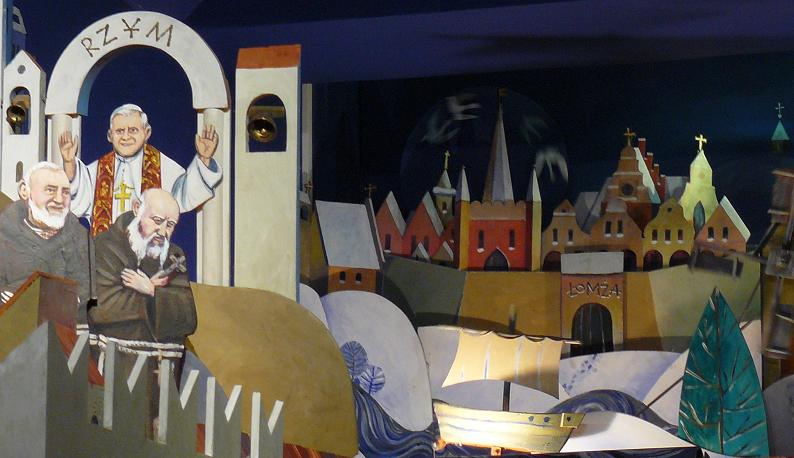
Fragment - Benedykt XVI, Honorat Koźmiński, Ojciec Pio. W tle panorama Łomży

Ruchoma szopka w Łomży – ruchoma szopka bożonarodzeniowa, zlokalizowana przy klasztorze kapucynów w Łomży (ul. Krzywe Koło). Jest to największa tego rodzaju szopka w północno-wschodniej Polsce.
W szopce porusza się prawie 50 postaci historycznych, wprawianych w ruch za pomocą systemu przekładni i specjalnych wózków. Dzieło stworzono w latach 30. XX w. (autorem był brat Pius, który stworzył też szopkę w warszawskim kościele Przemienienia Pańskiego, znanym jako kościół kapucynów), a odnowiono w 2007 r., pod kierunkiem artysty malarza Przemysława Karwowskiego z Teatru Lalki i Aktora w Łomży. Tło akcji stanowią krajobrazy Betlejem, Asyżu, Watykanu i Łomży. Postaci to zarówno osoby duchowne, jak i świeckie, np. Mieszko I, Władysław Jagiełło, Adam Mickiewicz, Fryderyk Chopin, górale, św. Jan Paweł II, Benedykt XVI, Ojciec Pio, św. Faustyna Kowalska, św. Franciszek, Stanisław Stefanek (biskup łomżyński) i św. Bruno z Kwerfurtu (patron diecezji).